# Tom Amrhein
Pour les articles homonymes, voir Amrhein.
Tom Amrhein, né en 1911 à Baltimore (Maryland) et mort à une date inconnue, était un joueur américain de football.

## Biographie

### Carrière
Amrhein commence sa carrière à Baltimore Canton en American Soccer League en 1934 et joue dans cette équipe jusqu'à la saison 1946-1947. En 1936, Canton se font appeler les Baltimore SC. En 1940, Baltimore S.C. remporte l'U.S. Open Cup contre les Chicago Sparta. En 1942, l'équipe change à nouveau de nom pour devenir les Baltimore Americans, et remporte le championnat de l'ASL en 1945-1946.

### Équipe nationale
Amrhein participe à la coupe du monde 1934, mais ne joue pas le seul match de son équipe, une défaite 7-1 contre les futurs vainqueurs de l'Italie.
Amrhein est introduit au Maryland Soccer Hall of Fame en 1981.